# Żelazna Rada
Żelazna Rada (tyt. oryg. Iron Council) – powieść fantasy z elementami steampunka brytyjskiego pisarza Chiny Miéville. Wydana w 2004 przez wydawnictwo Del Rey Books (ISBN 0-345-46402-8), a w Polsce w 2009 przez wydawnictwo Zysk i S-ka w tłumaczeniu Tomasza Bieronia (ISBN 978-83-7506-352-3). Trzeci tom cyklu Nowe Crobuzon, po Dworcu Perdido (2000) i Bliźnie (2002).
Powieść zdobyła w latach 2005–2006 kilka nagród literackich: Locus Fantasy, Clarke’a i Kurda Lasswitza, była ponadto nominowana do nagród Hugo i World Fantasy.

## Fabuła
Nowe Crobuzon toczy wojnę z państwem-miastem Tesh. Jednocześnie przeżywa okres wewnętrznych konfliktów i rewolucji. Bunty wywołuje tajemnicza, zamaskowana postać. Szukając legendy, która może rozwiązać problemy, grupa uciekinierów z miasta przemierza obce kraje.